# Consell pontifici pel Diàleg amb els No Creients
El Consell pontifici pel Diàleg amb els No Creients (en llatí Pontificium consilium pro dialogo cum non credentibus, PCDNC) va ser un dicasteri de la Cúria romana encarregat de promoure el diàleg entre l'Església Catòlica i els no creients.
El Consell pontifici pel Diàleg amb els No Creients es va integrar en el Consell pontifici per a la Cultura en 1993.